# Nyctibatrachus jog
Pour les articles homonymes, voir Jog.
Espèce
Nyctibatrachus jog est une espèce d'amphibiens de la famille des Nyctibatrachidae que l'on peut rencontrer principalement en Inde.

## Répartition
Cette espèce est endémique du district de Shimoga dans le Karnataka en Inde. Elle se rencontre dans les Ghâts occidentaux.

## Publication originale
- Biju, Van Bocxlaer, Mahony, Dinesh, Radhakrishnan, Zachariah, Giri & Bossuyt, 2011 : A taxonomic review of the Night Frog genus Nyctibatrachus Boulenger, 1882 in the Western Ghats, India (Anura: Nyctibatrachidae) with description of twelve new species. Zootaxa, no 3029, p. 1-96.